# Monomorium ergatogyna
Monomorium ergatogyna är en myrart som beskrevs av Wheeler 1904. Monomorium ergatogyna ingår i släktet Monomorium och familjen myror. Inga underarter finns listade i Catalogue of Life.

## Bildgalleri

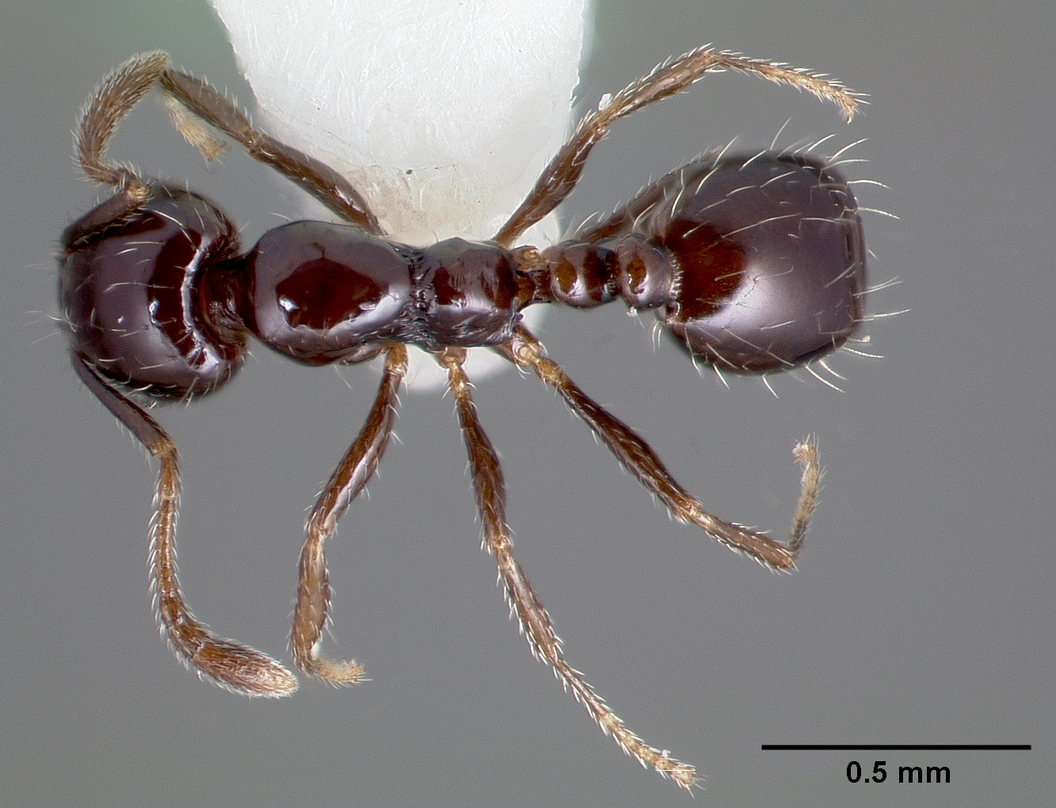
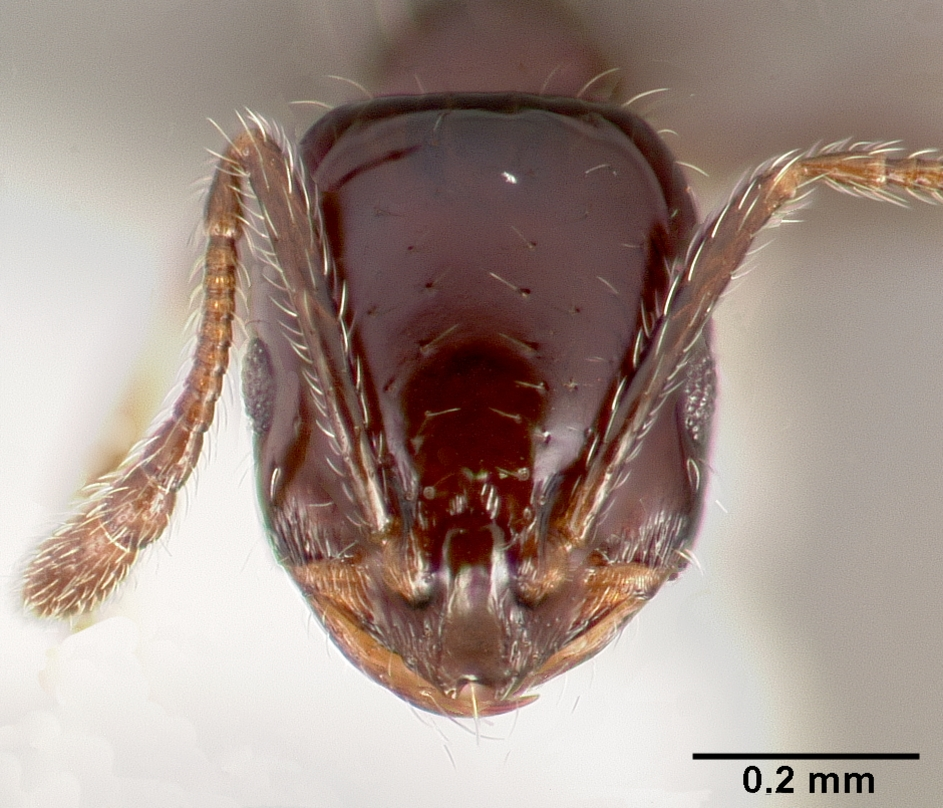
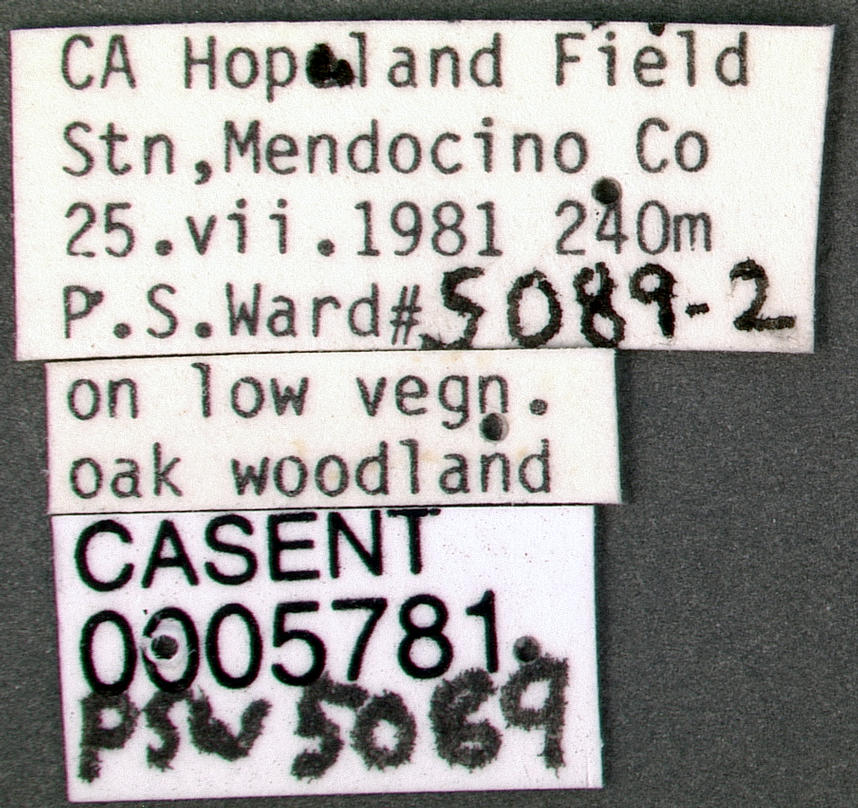
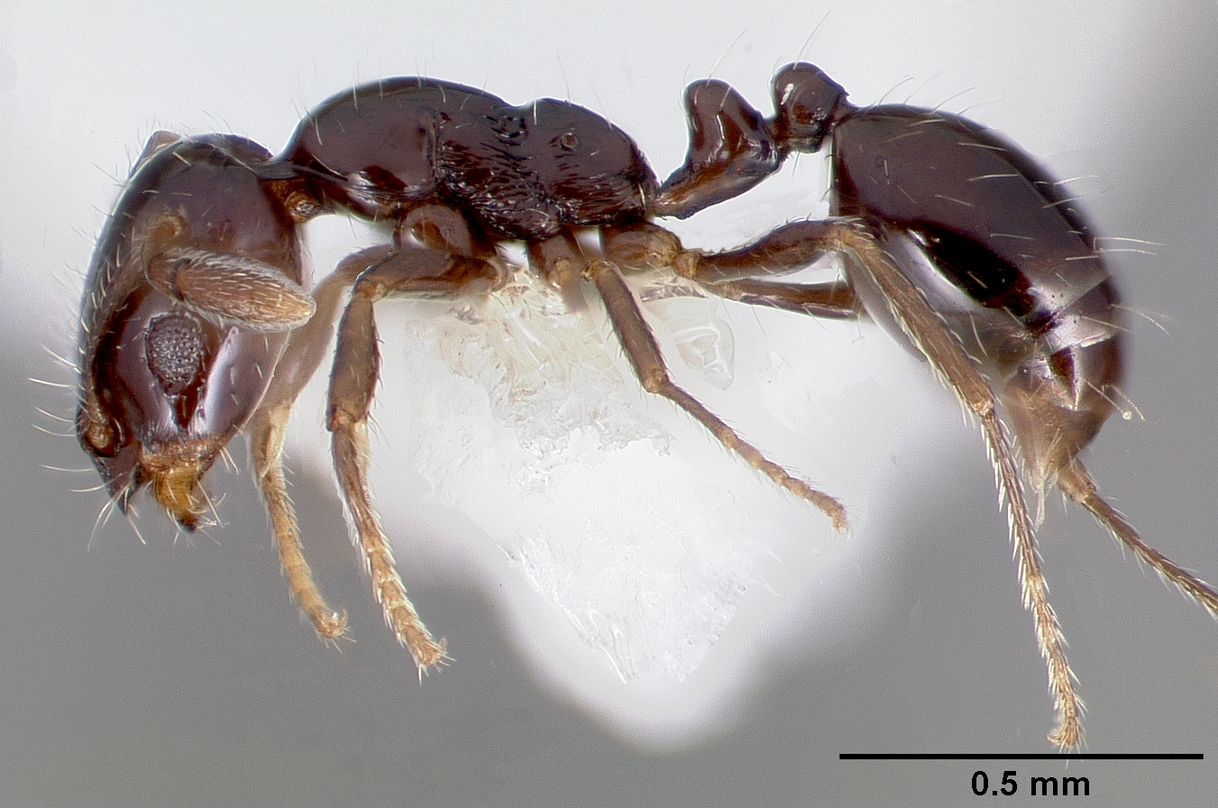
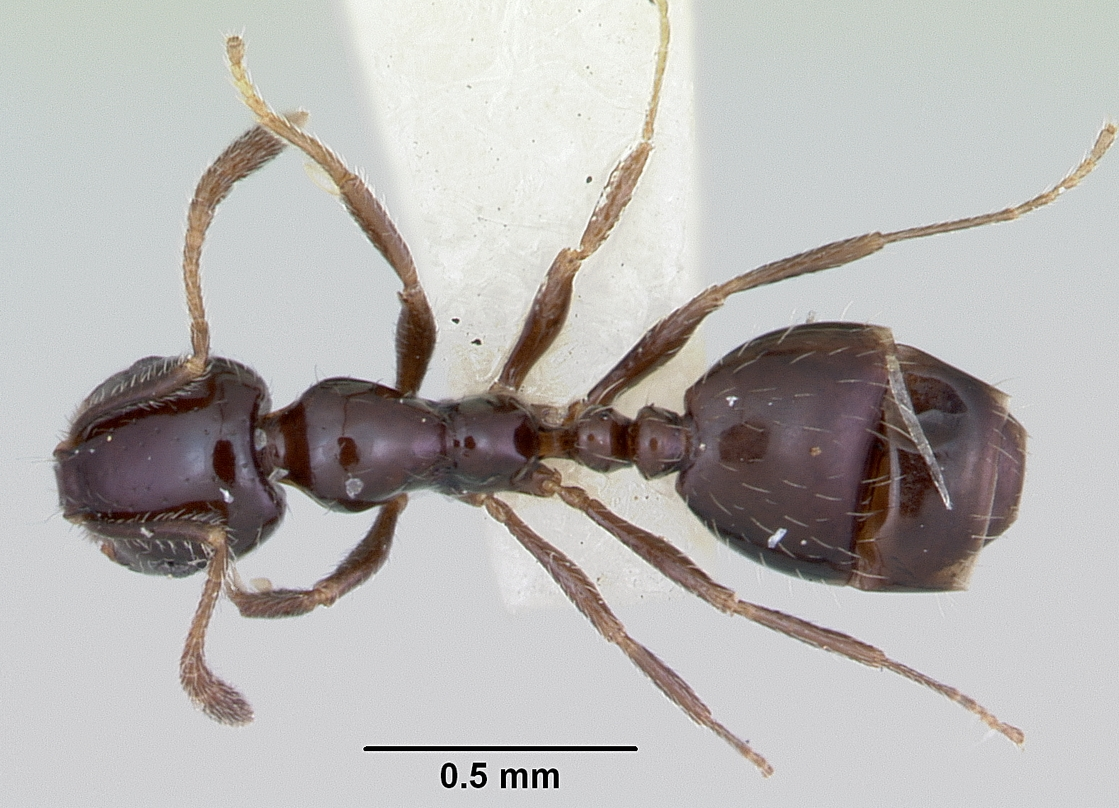
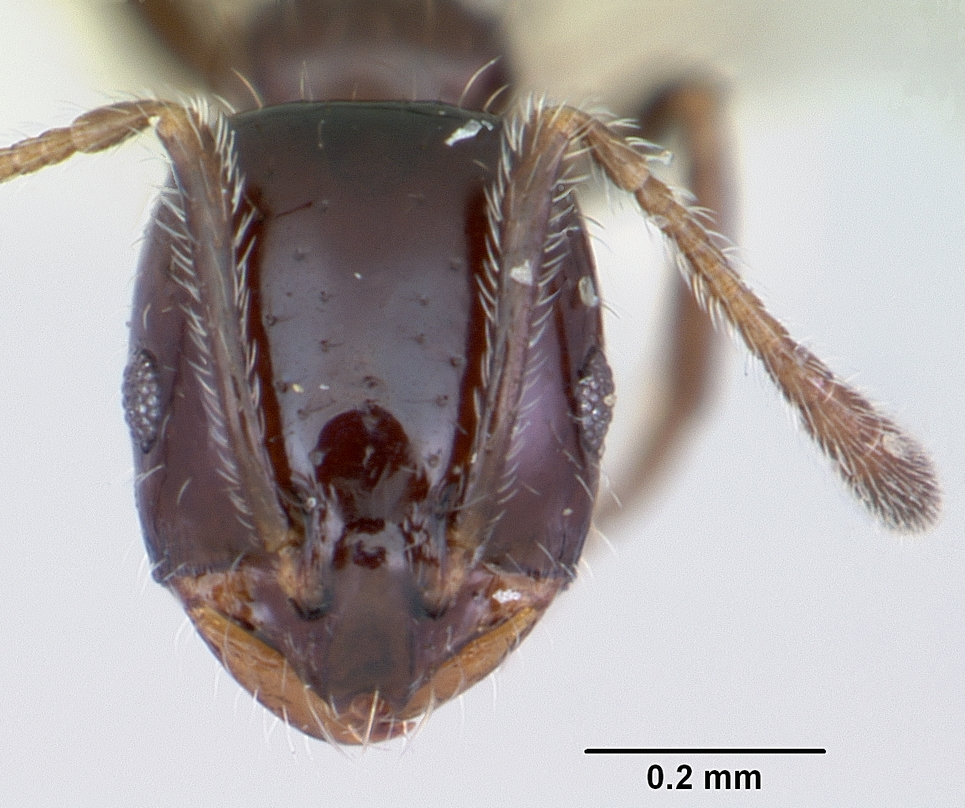